# ونسا برنار
ونسا برنار (انگلیسی: Vanessa Bernauer؛ زادهٔ ۲۳ مارس ۱۹۸۸) بازیکن فوتبال بازنشسته اهل سوئیس است.
از باشگاه‌هایی که در آن بازی کرده است می‌توان به باشگاه فوتبال زنان وولفسبورگ، باشگاه فوتبال لوانته، و باشگاه فوتبال وولفسبورگ اشاره کرد.
وی همچنین در تیم‌های ملی فوتبال زیر ۱۹ سال و بزرگسالان زنان سوئیس بازی کرده است.

## دوران باشگاهی
ونسا برنار در آلمان با زدن یک گل ۴۵ یاردی برای کلپن‌بورگ مقابل مونیخ توجه چندین باشگاه بوندسلیگا را جلب کرد. عملکردهای او در کلپن‌بورگ باعث شد که باشگاه بزرگ وولفسبورگ به او توجه کند و در سال ۲۰۱۴ برنار را به خدمت بگیرد.
در وولفسبورگ، برنار موفق به کسب یک عنوان لیگ و سه جام حذفی آلمان شد. او در اروپا نیز به دو فینال لیگ قهرمانان زنان اروپا و یک‌نیمه‌نهایی دست یافت. در فینال لیگ قهرمانان زنان اروپا سال ۲۰۱۶، برنار در دقیقه ۷۳ تعویض شد و بنابراین شانس زدن پنالتی در شکست نهایی وولفسبورگ در ضربات پنالتی مقابل باشگاه فوتبال زنان المپیک لیون را از دست داد. در فینال سال ۲۰۱۸، برنار به دلیل آسیب‌دیدگی شدید زانو که در بهار ۲۰۱۸ و در حین خدمت به تیم ملی سوئیس به وجود آمده بود، نتوانست در این بازی شرکت کند.
وولفسبورگ تصمیم به ترک برنار گرفت در حالی که او در حال بهبودی از آسیب‌دیدگی شدید زانو بود، بنابراین برنار در تابستان ۲۰۱۸ به باشگاه فوتبال زنان آ.اس. رم پیوست. فصل اول او با باشگاه ایتالیایی در نقش هافبک پیش رفته بود، اما او نتوانست انتظارات را به عنوان یک بازی‌ساز باتجربه در یک تیم جوان رُم برآورده کند. این باشگاه سپس در تابستان ۲۰۱۹ تعدادی از هافبک‌های باکیفیت را جذب کرد، اما تصمیم به نگه‌داشتن برنار در تیم گرفت. این به برنار این امکان را داد که در فصل ۲۰۱۹–۲۰ سری آ در کنار هم‌تیمی‌های با تجربه‌تر بازی کند.
در میان این هم‌تیمی‌های جدید، یکی از جذب‌های بزرگ هافبک مانوئلا جولیانو بود، که برنار موافقت کرد پیراهن شماره ۱۰ رُم را به او بدهد. برنار سپس پیراهن شماره ۵ رُم را بر تن کرد و به نقش جدیدی به عنوان هافبک توپ‌گیر وارد شد و از سال ۲۰۱۹ به بعد به ثبات و فرم خوبی دست یافت. در سومین فصل برنار با رُم، و تنها پنج سال پس از اینکه شانس زدن پنالتی در شکست فینال لیگ قهرمانان وولفسبورگ را از دست داد، برنار در پیروزی تیمش در ضربات پنالتی بر باشگاه فوتبال زنان آ.ث. میلان در فینال جام حذفی فوتبال زنان ایتالیا در سال ۲۰۲۱، پنالتی پیروزی‌بخش را به ثمر رساند. در تاریخ ۲۰ ژوئیه ۲۰۲۱، برنار قرارداد خود را تمدید کرد و تا تابستان ۲۰۲۲ با رُم همسو شد.
در سال ۲۰۲۲، برنار به سوئیس بازگشت تا دوباره برای باشگاه فوتبال زنان زوریخ بازی کند، جایی که کار حرفه‌ای خود را از سال ۲۰۰۳ آغاز کرده بود. علاوه بر صعود به مرحله گروهی لیگ قهرمانان زنان اروپا، او همچنین در ژوئن ۲۰۲۳ چهارمین و آخرین قهرمانی سوئیس خود را به عنوان بازیکن با زوریخ کسب کرد.
پس از یک فصل دیگر در زوریخ، برنار به‌طور رسمی در تاریخ ۲۰ سپتامبر ۲۰۲۴ از دنیای فوتبال بازنشسته شد.

## دوران ملی
در طول دوران حرفه‌ای خود، برنار ۹۱ بازی ملی و ۷ گل برای تیم ملی فوتبال زنان سوئیس به ثبت رساند. وی اولین بار در فوریه ۲۰۰۶ به تیم ملی دعوت شد. او در جام جهانی فوتبال زنان ۲۰۱۵ و جام ملت‌های اروپای زنان ۲۰۱۷ برای کشورش بازی کرد و همچنین بخشی از تیم سوئیس بود که جام قبرس ۲۰۱۷ را به دست آورد.
در آوریل ۲۰۲۱، برنار بخشی از تیم سوئیس بود که از طریق پلی‌آف برای جام ملت‌های اروپای زنان ۲۰۲۲ صعود کرد.

## شیوه بازی
ونسا برنار یک هافبک با قدرت تکل زدن قوی است که به‌طور مکرر توپ را برای تیمش بازیابی می‌کند و نقش کلیدی در انتقال حمله ایفا می‌کند. او دید و توانایی پیدا کردن پاس‌های کلیدی در هر نقطه از نیمه حریف را حفظ کرده و شوت‌های قدرتمندی دارد که می‌تواند تهدیدی برای گلزنی از راه دور باشد. برنار قادر است هر تعداد نقش خلاقانه یا دفاعی را در میانه میدان ایفا کند.